# Aeródromo de Aramberri
El Aeródromo de Aramberri, oficialmente conocido como Aeródromo "El Tigre" (Código DGAC: TGE) es un pequeño campo de aviación ubicado a 22 kilómetros al suroeste de Aramberri, Nuevo León y es operado por la alcaldía de la misma ciudad. Cuenta con una pista de aterrizaje de 1,177 metros de largo y 19 metros de ancho, así como una plataforma de aviación de 450 metros cuadrados (15 m x 30 m). El aeropuerto se utiliza únicamente con fines de aviación general y aviación militar.